# 牧仲太郎
牧 仲太郎（まき ちゅうたろう、生没年不詳）は、江戸後期の薩摩藩士、修験者。
出自などは不明だが、藩主島津斉興の側室お由羅の方付きの広敷番頭だった。由羅が自分の子の島津忠教に藩の跡を継がせようと、世子の島津斉彬を調伏しようとした際に、修験者であった仲太郎に斉彬父子の呪殺を命じたという。また嘉永元年（1858年）斉彬の次男寛之助が夭折した際、その病室床下から調伏のための人形が見つかり、その筆跡は仲太郎であったともいう。これらは実体のない噂に過ぎなかったが（事実、斉彬自身も論じている）、反由羅派の怒りを招くことになり、寛之助夭折の翌年にまたも斉彬の四男篤之助が夭折したために、この噂は信憑性を持つ事となり、仲太郎暗殺計画も立てられていたという。